# Путичање
Путичање је насељено мјесто у Далмацији. Припада општини Пировац, у Шибенско-книнској жупанији, Република Хрватска.

## Географија
Путичање се налази око 8 км сјевероисточно од Пировца.

## Историја
Насеље се до територијалне реорганизације у Хрватској налазило у некадашњој великој општини Шибеник.

## Становништво
Према попису становништва из 2011. године, насеље Путичање је имало 100 становника.
| Демографија | Демографија | Демографија |
| Година      | Становника  | Становника  |
| ----------- | ----------- | ----------- |
| 1971.       | 161         |             |
| 1981.       | 145         |             |
| 1991.       | 128         |             |
| 2001.       | 116         |             |
| 2011.       |             | 100         |